# Consonne affriquée roulée labiodentolabiale sourde
 (novembre 2021).
La consonne affriquée roulée labiodentolabiale sourde est un son consonantique rare, présent dans quelques langues. Son symbole dans l'alphabet phonétique international est [t̪͡ʙ̥].

## Symboles de l'API
Son symbole complet dans l'alphabet phonétique international est t̪͡ʙ̥, représentant un T̪ minuscule dans l'alphabet latin, suivi d'un ʙ̥ minuscule, reliés par un tirant.
| t̪͡ʙ̥               |
| Symbole comblet. |

## En français
Le français ne possède pas le [t̪͡ʙ̥].